# Euphyia imbecillata
Euphyia imbecillata är en fjärilsart som beskrevs av W. Warren 1900. Euphyia imbecillata ingår i släktet Euphyia och familjen mätare. Inga underarter finns listade i Catalogue of Life.